# كولن سكوت (لاعب كريكت)
كولن سكوت (1 مايو 1919 - 22 نوفمبر 1992) (بالإنجليزية: Colin Scott)‏ هو لاعب كريكت بريطاني (وحمل سابقاً جنسية المملكة المتحدة لبريطانيا العظمى وأيرلندا).